# Embalse del Pla de Xama
El embalse del Pla de Xama es una pequeña infraestructura hidráulica española situada en el término municipal de Gimenells y El Pla de la Font, en la comarca del Segriá, provincia de Lérida, Cataluña. Tiene 9,19 ha de superficie.
Es interesante sobre todo por su fauna de aves acuáticas y para conservar hábitats naturales, como carrizales y tarayales, que introducen diversidad en un paisaje muy transformado por los usos agrarios. La zona húmeda incluye tanto esta balsa artificial de uso agrícola como el valle situado aguas arriba y aguas abajo del pantano, que conserva un extenso carrizal y fragmentos de tarayales y herbazales húmedos.